# 腰部脊柱管狭窄症

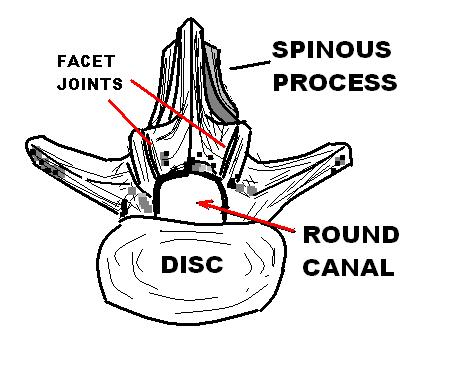
大きく丸い脊柱管を持つ通常の腰椎

腰部脊柱管狭窄症（ようぶせきちゅうかんきょうさくしょう）は、脊椎にある脊柱管（せきちゅうかん）という神経を囲んでいる管が狭窄する整形外科疾患。
通常、加齢に伴って発生する脊髄変性症で広く見られる症状であるが、ときには脊椎椎間板ヘルニア、骨粗しょう症や腫瘍によって引き起こされる場合もある。

## 症状
間欠性跛行（かんけつせいはこう）がみられる。歩行しているとだんだん足が痺れたり痛くなり、休むと回復するのが特徴である。また、会陰（えいん）部の感覚に異常が生じることもある。なお、間欠性跛行は閉塞性動脈硬化症でもみられるため、鑑別が必要。
症状により、馬尾型（ばびがた）、神経根型（しんけいこんがた）、混合型の3型に分類される。

## 診断・検査
- レントゲン検査（造影剤を使用してX線透視下で髄腔の変化をみるミエログラフィーも行われる）
- CT、ミエログラフィーCT
- MRI検査（整形外科領域では、現在リアルタイムで撮影できるMRIは存在しない）

## 治療
保存療法
PGE1（オパルモン）など血行改善薬や、消炎鎮痛剤、ノイロトロピンを使用してコントロールする。その他、温熱療法や運動療法、コルセット療法、神経ブロックも行われる。
手術療法
下肢麻痺、強い間欠性跛行や排尿障害などが長い間続く場合に行う。脊柱菅を狭くしている部分の骨や靱帯を削る手術が行われる。

## 生活上の注意
反った姿勢をとると、神経と血管を圧迫して症状が強くなるため、できるだけ避けることを心がける必要がある（腰の前屈姿勢をとることにより、生理的な腰椎前弯が減少して脊柱管の内腔が広がるために圧迫が減少し、間欠跛行や下肢神経症状が軽快する）。